# 온양동신초등학교
온양동신초등학교는 대한민국 충청남도 아산시에 있는 공립 초등학교이다.

## 학교 연혁
- 1973년 4월 10일 : 온양동신초등학교 개교
- 1975년 2월 17일 : 제 1회 졸업(남 76, 여 86 계 162명)
- 1996년 3월 1일 : 온양동신초등학교로 교명 변경
- 2002년 9월 1일 : 온양동신병설유치원 단설분리
- 2011년 10월 11일 : 도 지정 YP(청소년 스스로 지킴이) 시범운영 보고회(2차)
- 2014년 2월 14일 : 제40회 졸업장 수여식(총 6618명)
- 2014년 3월 1일 : 40학급 편성(특수학급 2학급 포함)
- 2014년 3월 1일 : 충청남도아산교육지원청 지정 인성교육 연구학교 지정
- 2018년 2월 9일 : 제44회 졸업장 수여식(159명, 총 7,255명)
- 2018년 3월 1일 : 40학급 편성(일반학급 38학급, 특수학급 2학급)

## 참고 자료
- 온양동신초등학교 - 한국교육학술정보원 학교알리미